# سلطان حامد سلطان
سلطان حامد سلطان هو أديب وعضو هيئة تدريس جامعية ‏ وسياسي أفغاني، ولد في 1948.